# Pitulice cu sprânceană galbenă
Pitulicea cu sprânceană galbenă (Phylloscopus inornatus) este o pasăre mică, insectivoră, migratoare din familia filoscopide care cuibărește în pădurile de foioase, inclusiv de mesteacăn, salcie și plop și la marginile pădurilor de conifere, în special în cele de brad din nordul Rusiei, de la cursul mijlociu și superior al fluviului Peciora și Munții Ural spre est până în estul Siberiei, spre sud până în nord-estul munților Altai, nordul Mongoliei și nord-estul Chinei. Iernează în nord-estul Subcontinentul Indian, spre est până în sud-estul Asiei și Taivan. Hoinărește regulat toamnă în număr mic spre vest apărând accidental în Europa de  la mijlocul lui septembrie până la sfârșitul lui octombrie, excepțional și primăvară. Apariții accidentale au fost înregistrate și în România în septembrie – octombrie mai ales pe Grindul Chituc, dar și la  Agigea și alte locuri. Este o pitulice de talie mică, are o lungime de 10-11 cm și o greutate de 4,3-6,5 g. Sexele sunt asemănătoare și nu se pot diferenția după penaj. Are aripile destul de scurte și rotunjite și coada scurtă, pătrată, ușor bifurcată. Ciocul scurt, cu vârful destul de ascuțit. Picioarele subțiri de culoare închisă. Coloritul penajului este caracteristic, în general verde-măsliniu deasupra și aproape alb dedesubt cu striații galben-deschise pe laturi. Sprânceana bine conturată și lungă, galben-deschisă sau alb-gălbuie, se întinde de la baza mandibulei superioare aproape până la ceafă. Lorul și dunga de peste ochi măsliniu-închise; regiunile auriculare și obrajii alb-gălbui cu pete măslinii. Creștetul un pic mai închis decât restul părților superioare și uneori cu o dungă mediană abia vizibilă în mijlocul lui, de culoare deschisă gălbuie. Coada brun-închisă. Are două dungi transversale galben-deschise sau albicioase pe aripă.  Remigele aripilor, alula și tectricele primare brun-închise, cu marginile laterale verzi-măslinii strălucitoare, bazele remigelor secundare mediale brun-închise; marginile și vârfurile remigelor terțiare sunt galbene sau albicioase. Se hrănește mai ales cu nevertebrate mici, mai ales cu insecte, dar și cu păianjeni, căpușe, crustacee și moluște mici. Consumă și semințe mici. Își caută hrana singur sau în perechi, frecvent în grupuri; în afara sezonului de cuibărit adesea în cârduri mixte cu alte păsări insectivore. Își procură hrana în toate etajele copacilor și în subarboret; uneori coboară pe pământ. Este foarte activă și agilă atunci când își caută hrana, adesea avântându-se iute după insectele care trec pe alături, dar planează și înșfacă insectele de pe marginile frunzelor. Mereu fâlfâie din aripi și flutură din coadă. Sezonul de reproducere are loc în iunie-iulie. Depune o singură pontă pe an. Este o specie teritorială, dar poate fi și semi-colonială. Cuibul, construit în întregime de către femelă, este făcut din ierburi uscate, ace de pin, mușchi, benzi de lemn putrezit, fibre vegetale fine și păr de animale, și este amplasat pe pământ sub rădăcini de copaci, crengi căzute, lângă ciotul putrezit al unui copac sau sub o tufă. Ponta constă din 2-4 ouă, excepțional până la 7. Incubația este asigurată numai de către femelă și durează 11-14 zile. Puii sunt acoperiți și încălziți de femelă și hrăniți de ambii părinți, ei părăsesc cuibul după 12-13 zile de zile de la eclozare, dar sunt hrăniți în continuare de părinți timp de până la 13 zile după părăsirea cuibului.

## Denumirea
Denumirea latină Phylloscopus a genului, provine din cuvintele latine phyllo (din greacă phullon) = frunză + scopus (din greacă skopos) = cercetător, observator, examinator, căutător, deoarece acest gen include specii care își petrec o mare parte din timpul lor hrănindu-se în arbori "examinând frunzele". Denumirea latină a speciei inornatus provine din cuvântul latin inornatus = neornamentat, simplu.
Denumirea română de pitulice cu sprânceană galbenă arată că această pitulice are ca semn distinctiv sprânceană galbenă.

## Taxonomie
Pitulicea cu sprânceană galbenă (Phylloscopus inornatus) a fost descrisă pentru prima dată sub denumirea științifică Regulus inornatus de zoologul englez Edward Blyth în 1842, lângă Calcutta, India.
Este o specie monotipică (nedivizată în subspecii).
Pitulicea cu sprânceană galbenă (Phylloscopus inornatus) a fost considerată în trecut ca o specie politipică, care includea subspeciile inornatus din taigaua siberiană și humei și mandellii din pădurile montane sau arbuștii din centrul Asiei. Bazându-se pe diferențele vocale, morfologice (coloritul penajului) și ADN (acidul dezoxiribonucleic), ultimele două sunt acum în general combinate și tratate ca o specie separată, pitulicea de Himalaia (Phylloscopus humei). Însă o analiză a specimenelor sugerează o posibilă hibridizare între aceste două specii.
Într-o mică zonă din nord-estul Mongoliei, în 2013 au fost întâlnite de Hadoram Shirihai numai păsări cenușii. Rămâne necunoscut dacă acestea reprezintă o subspecie nedescrisă sau au fost întâmplător numai pasări decolorate sau în prima vară.

## Răspândirea geografică
Pitulicea cu sprânceană galbenă cuibărește în taigaua siberiană din nordul Rusiei de la cursul mijlociu și superior al fluviului Peciora și Munții Ural spre est prin nordul și centrul Siberiei până în estul Siberiei (cursul inferior al râului Kolîma, ținutul Anadîr și coasta Mării Ohotsk), spre sud până în nordul poalelor munților Saian, nord-estul munților Altai, sudul Baikalului, Transbaikalia, Priamurie, Primorie, nordul Mongoliei (Munții Hentei), nord-estul Chinei (nordul Manciuriei) și probabil nordul Coreei.
Iernează în pădurile deschise de foioase și în tufișurile din nord-estul Subcontinentul Indian (centrul Nepalului, Sikkim, Assam și Bangladeș), spre est până în sud-estul Asiei (sud-estul Chinei, Hainan, insulele Andaman, Tailanda, peninsula Malaia și peninsula Indochina) și Taiwan.
Pitulicea cu sprânceană galbenă hoinărește regulat toamnă în număr mic spre vest apărând accidental în Europa. Împreună cu pitulicea cu târtiță galbenă (Phylloscopus proregulus) și pitulicea mică siberiană (Phylloscopus tristis), acest rătăcitor de toamnă siberian apare acum anual în numere destul de surprinzătoare în vestul Europei - surprinzătoare deoarece cea mai apropiată zonă de reproducere se află la aproximativ 2500 km de Marea Britanie și Europa de Vest, iar cartierele obișnuite de iarnă a pitulicii cu sprânceană galbenă se află în sud-estul Asiei. Acest fenomen este în general considerat că se datorează așa-numitei migrații inverse, o eroare de direcție de 180° făcută de o mică parte a păsărilor tinere în majoritate neexperimentate care au pornit în prima lor migrație (însă sunt posibile și alte explicații). Pitulicea cu sprânceană galbenă este cel mai numeros hoinar estic în Europa, cu câteva sute de înregistrări în unii ani numai în Marea Britanie; majoritatea apar în Europa de la sfârșitul lui septembrie până în octombrie în arborii și tufărișurile din zonele costiere.
Apariții accidentale au fost înregistrate în Austria, Belgia, Bielorusia, Bulgaria, Cipru, Cehia, Elveția, Estonia, Insulele Feroe, Finlanda, Franța, Gibraltar, Grecia, Islanda, Italia, Luxemburg, Madeira, Malta, Marea Britanie, Olanda, Norvegia, Portugalia, România, Slovacia, Slovenia, Spania (Insulele Canare), Suedia, Ucraina, Ungaria. De asemenea, apare accidental în nordul și vestul Africii (Egipt, Libia, Algeria, Maroc, Senegal), Turcia, Israel, Kuweit, Oman, Arabia Saudită, Emiratele Arabe Unite; în largul coastelor nordice ale Rusiei, în Indonezia, Borneo, Sumatra și Filipine.

### Prezența în România
Pitulicea cu sprânceană galbenă apare regulat în România în septembrie – octombrie mai ales pe Grindul Chituc, dar și la Agigea și alte locuri. Până în 2018 au fost înregistrate 19 observații ale pitulicii cu sprânceană galbenă în România.
| Data       | Nr. ex.   | Observatori | Localitatea                     |
| ---------- | --------- | --- | ------------------------------- |
| 09.10.2018 | 1         | Kelemen A. Márton, Papp Tamás, Papp Bálint, Papp Virág, Kelemen Botond, Kelemen Borostyán, Máday Orsolya, Pál Lajos, Szabó József | Grindul Chituc, jud. Constanța  |
| 07.10.2018 | 1         | Papp Tamás, Papp Judith, Papp Bálint, Papp Virág, Máday Orsolya                                                                   | Grindul Chituc, jud. Constanța  |
| 02.10.2018 | 1         | Stanciu Cătălin | Vulturu – Șiriu, jud. Constanța |
| 17.09.2018 | 1 juvenil | Daróczi J. Sz., Dósa A., Dénes A., Gyékény G., Kastal Á., Papp E., Ölvedi Sz., Simó I., Țibu P.                                   | Grindul Chituc, jud. Constanța  |
| 17.09.2018 | 1 juvenil | Lucian Fasola-Matasaru, Alexandru Ionuț                                                                                           | Agigea, jud. Constanța          |
| 26.10.2017 | 1         | Daróczi J. Szilárd, Dósa Attila, Cotorogea Cornel, Simon Orsolya, Mathieu Pastre, Papp Tamás, Papp Bálint, Paul Țibu, Kastal Ági  | Grindul Chituc, jud. Constanța  |
| 14.10.2016 | 1 juvenil | Szabó József | Grindul Chituc, jud. Constanța  |
| 09.10.2016 | 1         | Daróczi J. Szilárd, Kastal Ágnes                                                                                                  | Grindul Chituc, jud. Constanța  |
| 07.10.2016 | 1         | Perju Mirabela, Bărbos Lőrinc | Grindul Chituc, jud. Constanța  |
| 05.10.2016 | 1         | Daróczi J. Szilárd | Adea - Chișineu-Criș, jud. Arad |
| 16.09.2016 | 1 juvenil | Dósa Attila, Pál Lajos, Barbu Andreea-Ruxandra                                                                                    | Grindul Chituc, jud. Constanța  |
| 22.10.2015 | 1 juvenil | Daróczi J. Szilárd, Kastal Ágnes                                                                                                  | Grindul Chituc, jud. Constanța  |
| 21.10.2015 | 1 juvenil | Mezei Zsófia, Daróczi J. Szilárd, Marton Attila, Paul Țibu                                                                        | Grindul Chituc, jud. Constanța  |
| 15.10.2015 | 1         | Bóné Gábor, Kovács István | Grindul Chituc, jud. Constanța  |
| 16.10.2014 | 1         | Arnold Kiss, Sándor Krisztina | Uivar, jud. Timiș               |
| 29.09.2014 | 1         | Bánhidi Péter, Bărbos Lőrinc, Halmos Gergő, Molnár Márton, Pap Péter László, Takács Ádám                                          | Grindul Chituc, jud. Constanța  |
| 14.10.2013 | 1         | Emil Todorov, Dani Dragan, Lavinia Răducescu                                                                                      | Mahmudia, jud. Tulcea           |
| 29.09.2013 | 1 juvenil | Lucian Bolboacă, Constantin Ion, Eugen Petrescu, Cosmin Alexandru Mihai, Mioara Mihai, Marius Mihai, Emanuel Ștefan Baltag        | Vadu, jud. Constanța            |
| 14.10.2011 | 1         | Daróczi J. Szilárd | Marpod – Hosman, jud. Sibiu     |

## Identificarea

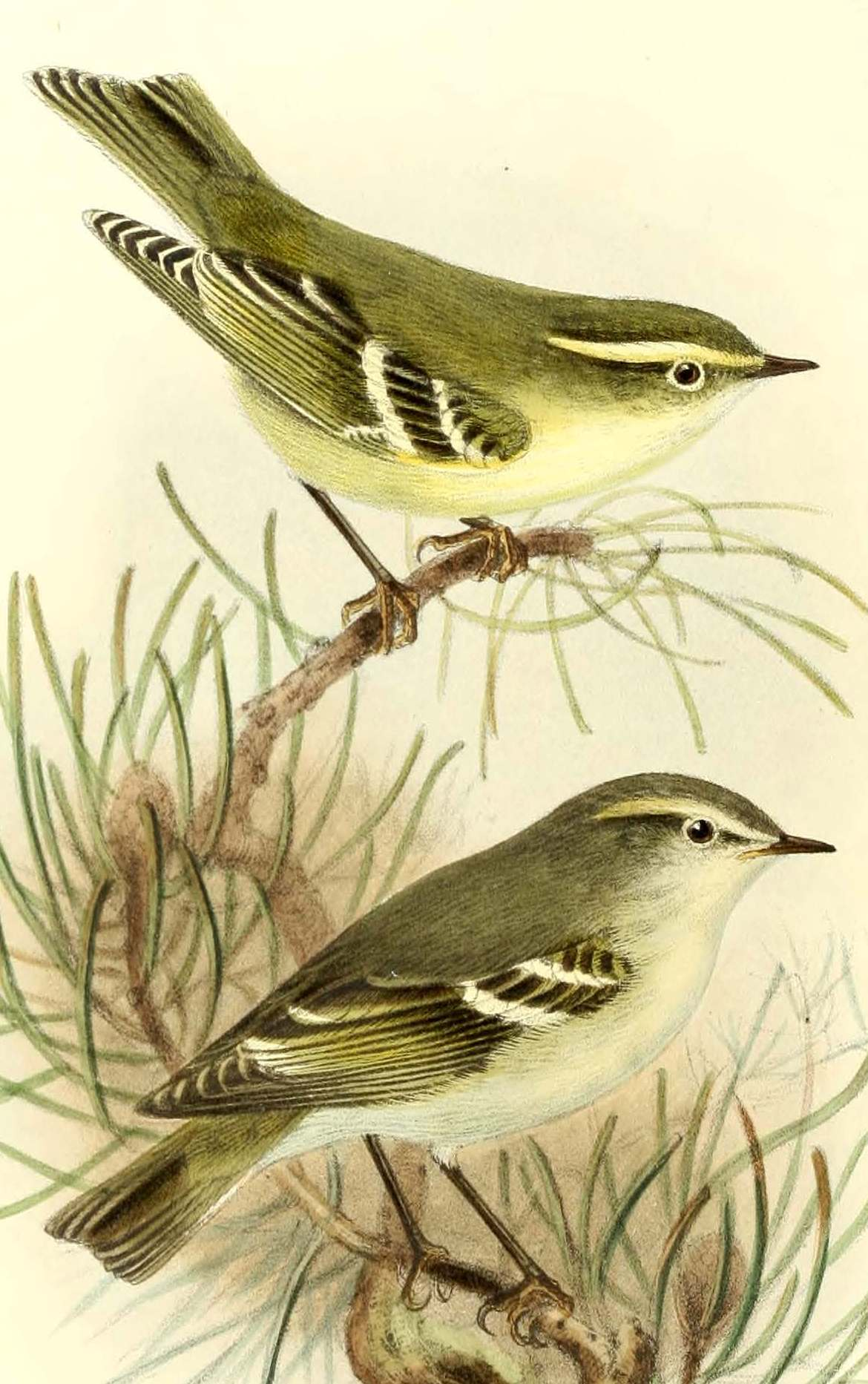
Pitulicea cu sprânceană galbenă după H. E. Dresser (1871-1881).

Pitulicea cu sprânceană galbenă este destul de mică, aproape cât pitulicea cu târtiță galbenă (Phylloscopus proregulus), dar mai mică decât pitulicea mică (Phylloscopus collybita). Are o lungime de 10 cm. Se mișcă energic și iute când se hrănește, din când în când fâlfâie tremurător din aripi și își flutură coada în sus sau dintr-o parte în alta. Adesea poate fi descoperită inițial după strigătul său.
Are aripile destul de scurte și rotunjite și coada scurtă, pătrată, ușor bifurcată. Ciocul scurt, cu vârful destul de ascuțit, este destul de întunecat, de o culoare brun-gălbuie variabilă la baza mandibulei inferioare și pe marginile tăioase. Picioarele subțiri sunt destul de întunecate, de o culoare oarecum variabilă, de la brun-rozaceu moderat până la cenușiu-bruniu destul de închis.
Părțile superioare au o culoare verde-măslinie destul de uniformă, dar creștetul este mai întunecat, verde-cenușiu. Părțile inferioare albicioase cu striații galben-deschise și o nuanță cenușie variabilă pe laturile gâtlejului, piept și flancuri.  Există uneori pe creștet o urmă a unei dungi mediane (centrale) care este îngustă, palidă, vizibilă numai în porțiunea posterioară a creștetului, dar de regulă neobservabilă pe teren. Sprânceana bine conturată și lungă, galben-deschisă sau alb-gălbuie deasupra dungii întunecate de peste ochi.
Remigele terțiare (mai ales cele două scurte) au porțiunile centrale întunecate și sunt tivite destul de clar pe vârfuri și margini cu galben sau alb-gălbui (cel puțin în penajul proaspăt de toamnă), ceea ce exclude pitulicea verzuie (Phylloscopus trochiloides).
Este o pitulice tipică cu două dungi transversale pe aripă (dungi alare) galben-deschise sau alb-gălbui, prima dungă situată posterior este formată de vârfurile supraalarelor mari și este lungă și evidentă, de obicei accentuată de penajul întunecat din jur ale aripii (cu foarte puține excepții), a doua dungă situată anterior este formată de vârfurile supraalarelor mijlocii și este mult mai scurtă și mai puțin evidentă (uneori fragmentată sau în penajul uzat aproape invizibilă).

## Descrierea

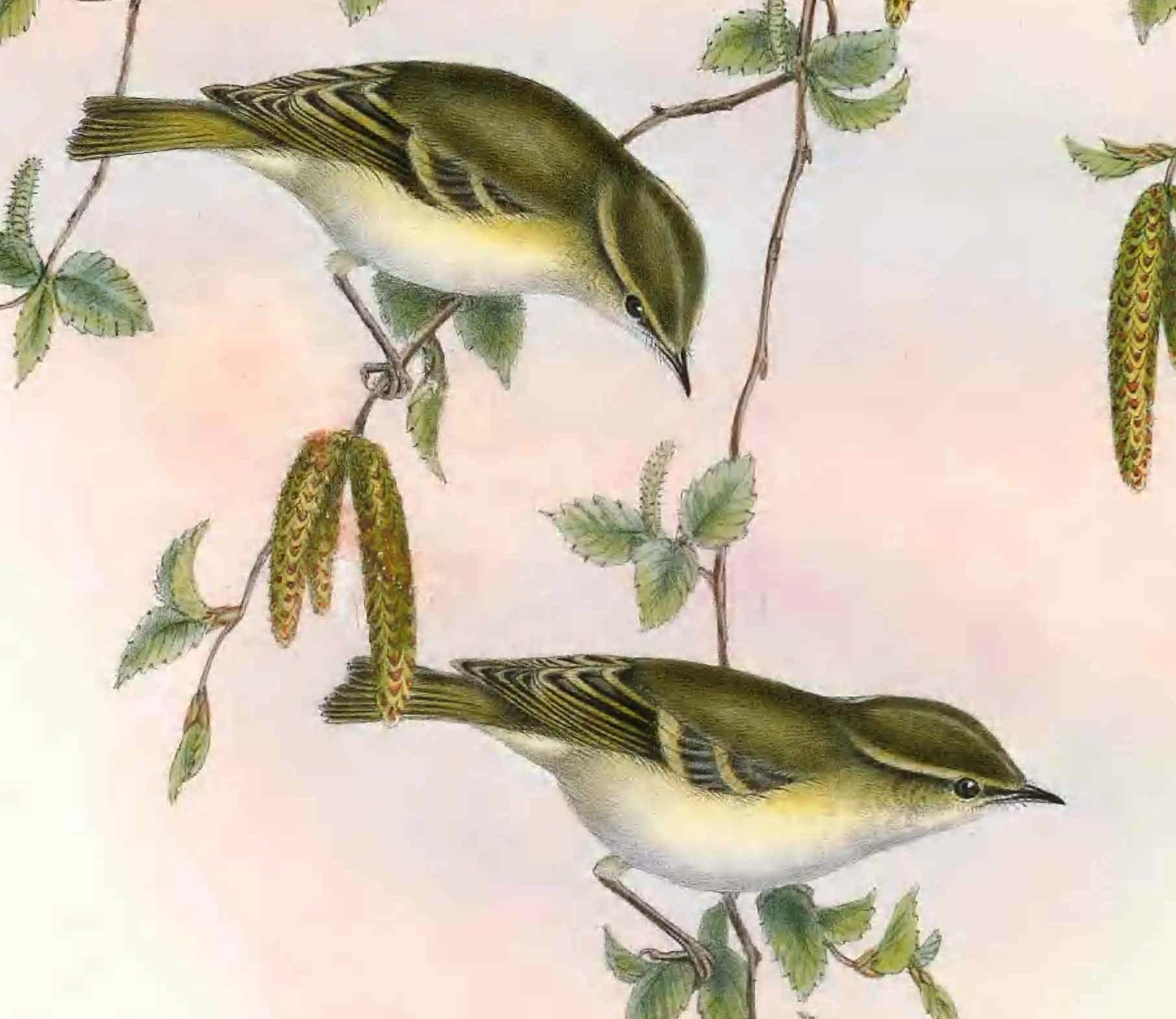
Pitulicea cu sprânceană galbenă după John Gould (1873).

Pitulicea cu sprânceană galbenă este destul de mică, puțin mai mare și mai lungă decât pitulicea cu târtiță galbenă (Phylloscopus proregulus, care are corpul îndesat și rotunjit) și puțin mai mică decât pitulicea verzuie (Phylloscopus trochiloides), dar în alte privințe are proporții similare cu aceasta. Are o lungime de 10-11 cm și o greutate de 4,3-6,5 g.
Este o pitulice, zveltă, viu colorată, are ciocul subțire, sprânceana lungă albicioasă și de obicei două dungi transversale albicioase pe aripă. Coloritul penajului este caracteristic, în general verde-măsliniu strălucitor deasupra și aproape alb dedesubt cu striații galben-deschise. Există o variantă rară sau locală a penajului care are mai puțin verde deasupra, este mai cenușie, cu doar o urmă de verde; cauza acestei variației nu este cunoscută.
Adultul în penajul nupțial proaspăt are părțile superioare verzi-măslinii strălucitoare, cu târtița un pic mai deschisă la culoare. Fruntea și creștetul uneori sunt puțin mai închise la culoare decât restul părților superioare și au o nuanță brunie sau verde-cenușiu. Există uneori pe creștet o urmă abia vizibilă a unei dungi mediane (centrale) care este îngustă, de culoare deschisă, verde-gălbuie, vizibilă numai în porțiunea posterioară a creștetului, dar neasemănătoare cu dunga distinctă de pe creștet a pitulicii cu târtiță galbenă (Phylloscopus proregulus). De regulă această dungă mediană de pe creștet este neobservabilă pe teren.
Sprânceana este galben-deschisă sau alb-gălbuie, bine conturată și lungă, și se întinde de la baza mandibulei superioare aproape până la ceafă. Inelul ocular alb-gălbui. Lorul (lorum) și dunga de peste ochi sunt măsliniu-închise. Regiunile auriculare și obrajii sunt alb-gălbui cu pete măslinii.

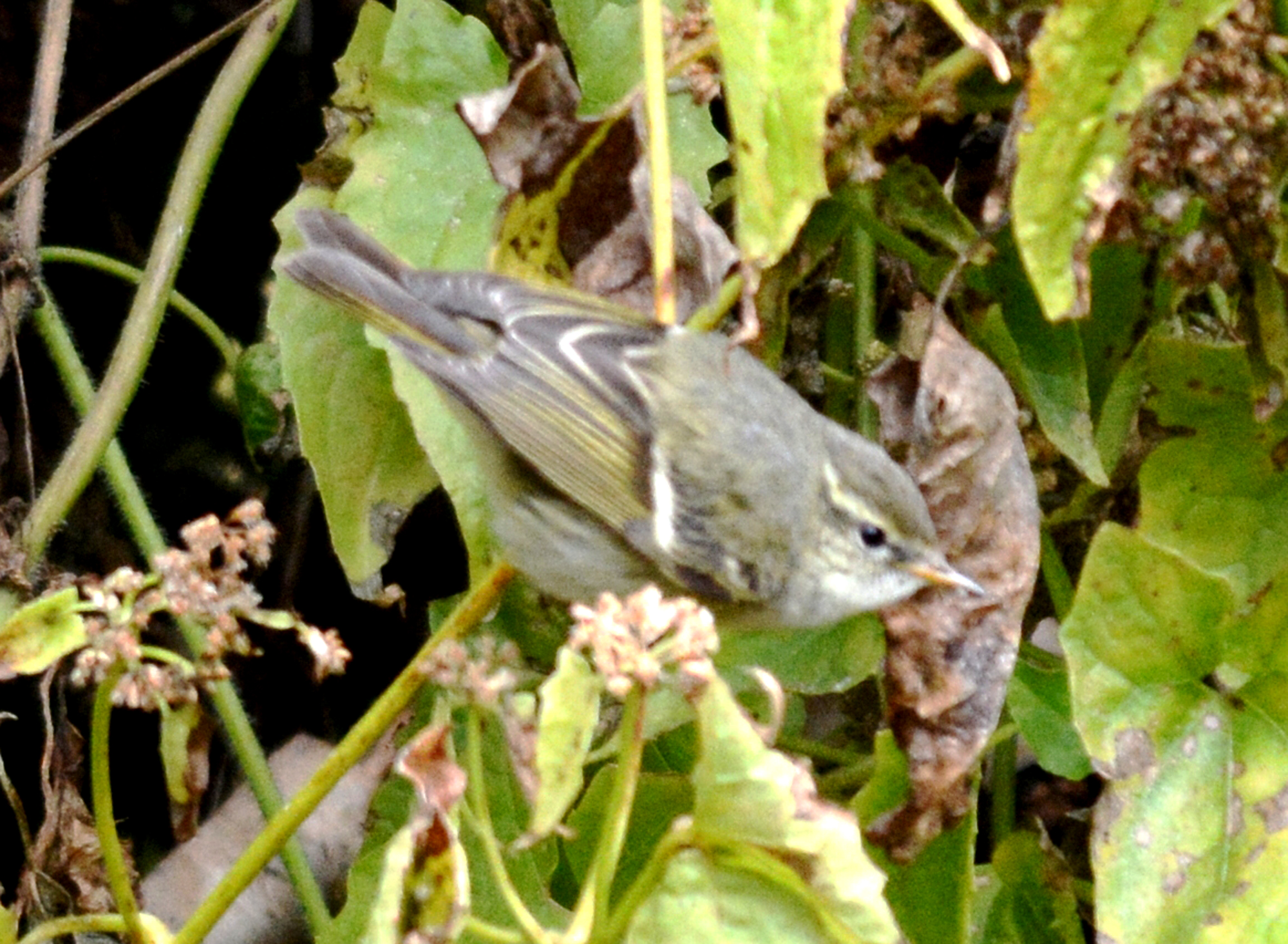
Pitulicea cu sprânceană galbenă în India

Părțile inferioare sunt aproape albe sau alb-mătăsoase, cu o nuanță sau striații galben-deschise pe flancuri. Tectricele subcodale și coapsele alb-gălbui.
Sexele sunt asemănătoare și nu se pot diferenția după penaj.
Coada este scurtă, pătrată și ușor bifurcată, ea are o culoare brun-închisă, marginile steagurile externe ale rectricelor sunt verzi-măslinii strălucitoare.
Aripile sunt destul de scurte și rotunjite. Remigele aripilor, alula și tectricele primare brun-închise, cu marginile laterale verzi-măslinii strălucitoare, mai înguste pe remigele primare, dar mai late pe cele secundare, bazele remigelor secundare mediale brun-închise. Remigele secundare și remigele primare mediale și mijlocii au vârfurile înguste, albe în penajul foarte proaspăt. Remigele terțiare brun-închise, cu margini și vârfuri late albicioase sau alb-gălbui, fiind accentuate de tectricele alare și de centrele remigelor terțiare întunecate ceea ce dă un aspect dungat părților superioare. Tectricele supraalare brun-închise. Pe aripă se văd două dungi transversale albe sau galben-deschise (dungile alare), prima dungă situată posterior este formată de vârfurile late albe ale supraalarelor mari și este lungă, clar vizibilă și evidentă, de obicei accentuată de părțile întunecate din jur ale aripii (cu foarte puține excepții), a doua dungă situată anterior este formată de vârfurile supraalarelor mijlocii, dar este mult mai scurtă și mai puțin evidentă (uneori fragmentată sau în penajul uzat aproape invizibilă). Tectricele supraalare mici sunt tivite pe vârfuri cu verde-măsliniu. Tectricele subalare și axilare de culoare deschisă alb-gălbuie sau albicioasă.
Ciocul este negricios, scurt, cu vârful destul de ascuțit. Mandibula superioară de culoare închisă brun-cornie sau neagră; mandibula inferioară corniu-închisă cu baza galbenă, brun-gălbuie sau cărniu-gălbuie (de obicei mult mai puțin palidă decât la pitulicea verzuie). Marginile tăioase ale mandibulei sunt brun-gălbui. Picioarele sunt subțiri, de o culoare variabilă, brun-rozacee sau cenușiu-brunie sau brun-cărnie destul de închisă. Tălpile sunt cărniu-deschise. Irisul castaniu sau brun-închis.

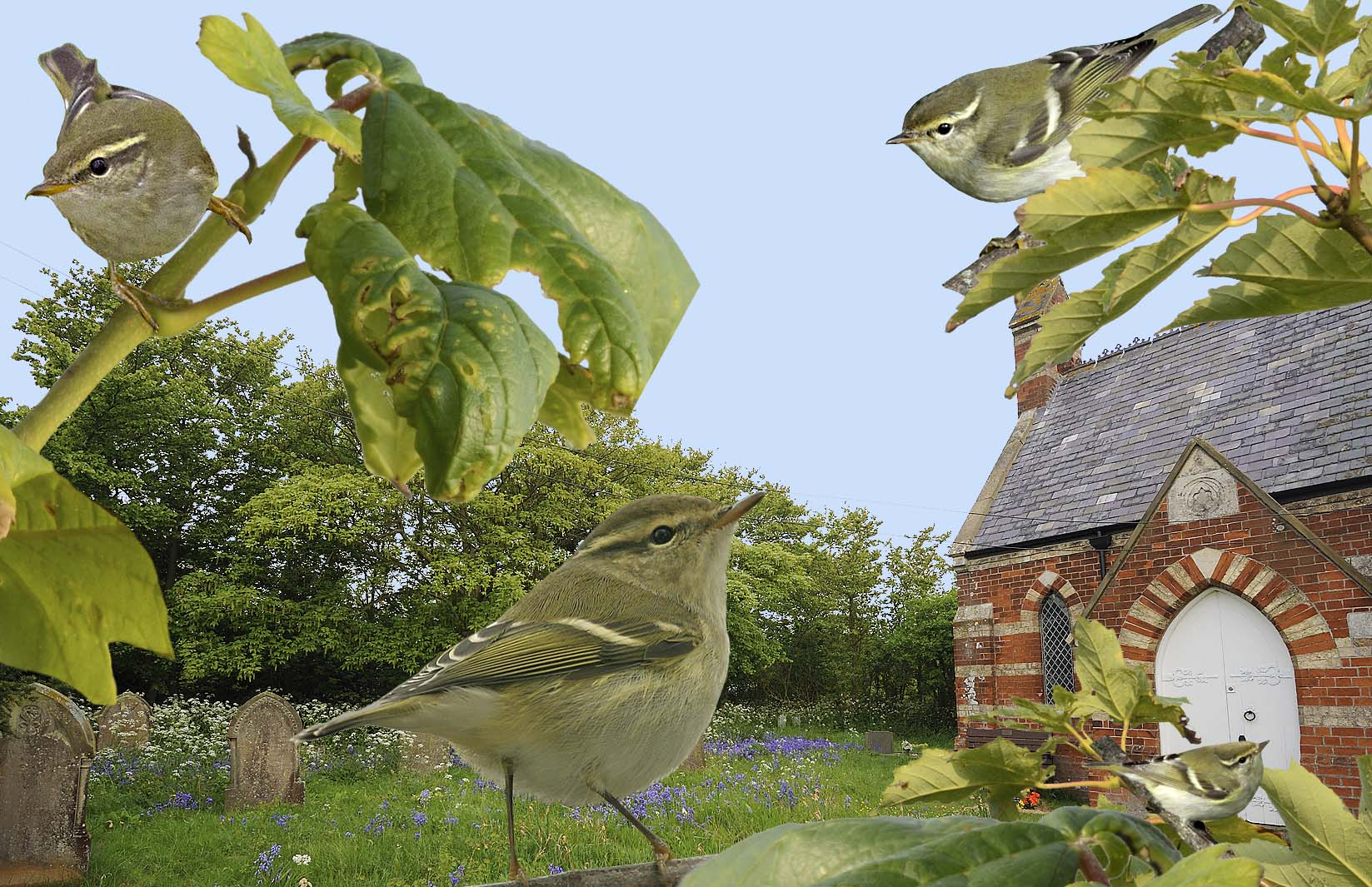
Pitulice cu sprânceană galbenă după Crossley ID Guide Britain and Ireland

### Vârsta
Diferențele de vârstă sunt mici la păsările în prima iarnă. Determinarea vârstei primăvara bazată pe uzura diferită a penelor este probabil aplicabilă, dar nu a fost studiată. Toamna determinarea vârstei este adesea dificilă, diferențele fiind mici.
Adultul primăvară are penajul destul de uniform erodat fără sau numai cu diferențe limitate ale penelor vizibil năpârlite, vârfuri remigelor primare și rectricelor cozii sunt într-o măsură oarecare uzate, penele sunt cenușiu-închise și adesea ușor lucioase.
Adultul în penajul uzat (iunie-iulie), părțile superioare sunt mai puțin verzi-măslinii strălucitoare și devin mai cenușii și mai brunii. Creștetul puțin mai închis decât restul părților superioare. Sprânceana mai albă, uneori fără galben. Dungile de pe aripă mai albe, erodate și reduse într-o oarecare măsură, mai ales dunga anterioară care poate fi cu totul absentă. Albul de pe marginile și vârfurile remigelor terțiare este redus, uneori absent. Părțile inferioare mai albe, aproape fără striații galbene. Rectricele cozii și remigele aripilor se decolorează devenind brun-deschise și erodate.

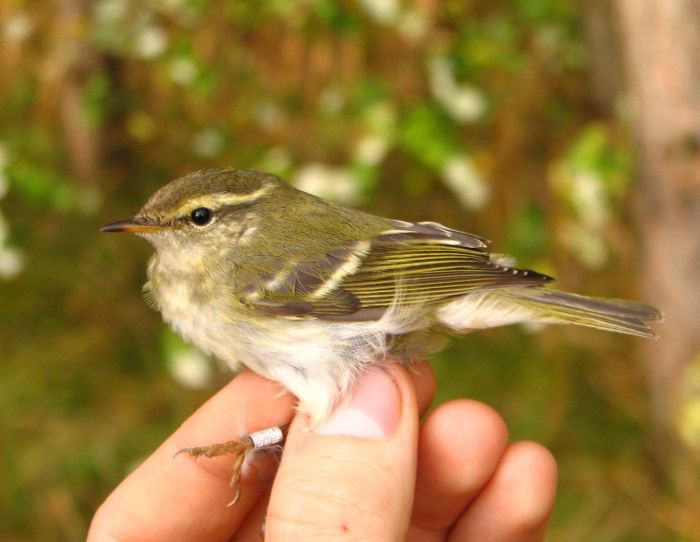
Pitulicea cu sprânceană galbenă în mână

Adultul în penajul postnupțial proaspăt năpârlit, toamna este asemănător cu adultul în penajul nupțial, dar mai verde-strălucitor deasupra, fără vreo nuanță brunie. Rectricele cozii și remigele aripilor au marginile laterale mai late și mai verzi-măslinii strălucitoare; remigele terțiare brun-închise și tivite lat pe margini și vârfuri cu alb-gălbui pe steagurile externe. Vârfurile remigelor primare și secundare mai albe, mai late și mai vizibile. Vârfurile rectricelor cozii sunt clare și rotunjite cu porțiunile centrale întunecate și lucioase, tivite albicios îngust pe margini sau pe vârfuri.
Juvenilul este asemănător cu adultul, dar părțile superioare verzi au o nuanță slabă brună, devenind măsliniu-brunii. Sprânceana este spălăcită, albă, dungile de pe aripă sunt pur galbene, adesea există o ușoară nuanță ocru-gălbuie până la albicioasă pe sprânceana și pe dungile de pe aripă.
Părțile inferioare cu o ușoară nuanță cu o nuanță variabilă galbenă sau ocru-cenușie și o nuanță brun-roșcată pe tectricele subcodale. Remigele aripilor și rectricele cozii brun-închise, dar cu margini înguste măsliniu-brunii, vârfurile tectricelor alare alb-gălbui, remigele terțiare și remigele secundare adiacente au vârfurile alb-gălbui.
Imaturul în prima iarnă. Remigele aripilor, tectricele primare, alte câteva tectrice alare și de obicei majoritatea rectricelor cozii sunt păstrate de la juvenil, iar diferențele de vârstă între penele juvenile rămase ale păsării în prima iarnă și penele proaspete ale adultului sunt neglijabile și înfățișarea este cea a adultului. Imaturul în prima iarnă prezintă primele semne de erodare a vârfurilor remigelor primare și rectricelor cozii, acestea din urmă adesea subtil uzate la vârfuri, având în medie mai puțin luciu sau margini contrastante decât adultul.
Imaturul în prima vară are vârfurile remigelor primare și rectricelor cozii adesea foarte erodate, penele sunt destul de brunii și cu un luciu redus.

### Date biometrice

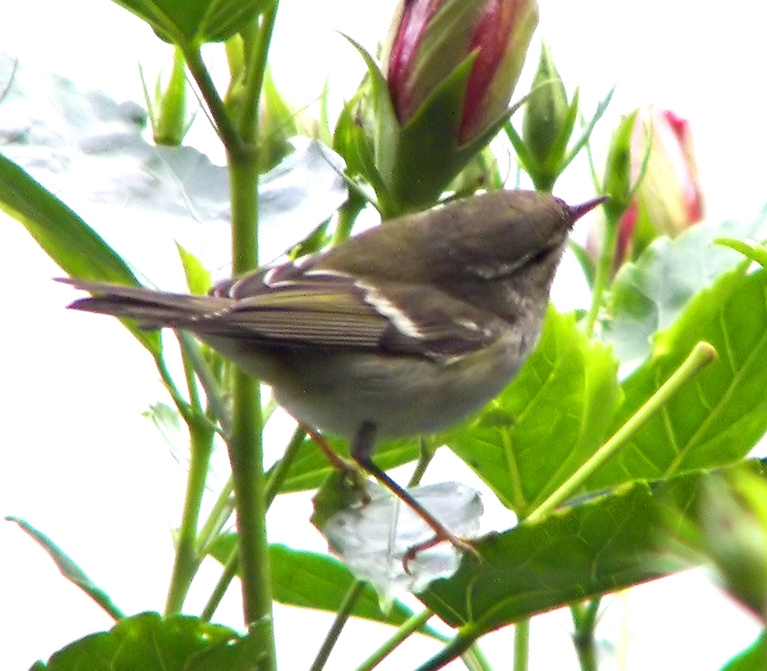
Pitulicea cu sprânceană galbenă în Hong Kong

Lungimea totală 9-10,5 cm. Lungimea aripii ♂ 54-61 mm (în medie 57,6), ♀ 51-58 mm (în medie 54,5). Lungimea cozii ♂ 37-44 mm (în medie 40,7), ♀ 36-41 mm (în medie 38,3). Lungimea cozii/Lungimea aripii în medie 70,5%. Lungimea ciocului 9,8-12,0 mm (în medie 10,7). Înălțimea ciocului 2,0-2,7 mm (în medie 2,4). Lățimea ciocului 2,7-3,3 mm (în medie 3,1). Lungimea tarsului 15,8-18,5 mm (în medie 17,3).
Formula alară: Prima remige primară depășește vârful tectricelor primare cu 3-9,5 mm, este mai mică decât a 2-a remige primară cu 20-27 mm. A 2-a remige primară este mai mică decât vârful aripii cu 4-7,5 mm, egală cu a 7-a remige primară (48%), egală cu a 6-a/7-a (31%), egală cu a 7-a/8-a (19%) sau egală cu a 8-a (2%). Remigele primare 3-5 sunt aproximativ egale și cele mai lungi și formează vârful aripii. A 6-a remige primară este mai mică decât vârful aripii cu 1-3 mm. A 7-a remige primară este mai mică decât vârful aripii cu 4-6,5 mm. A 8-a remige primară este mai mică decât vârful aripii cu 6,5-9 mm. A 10-a remige primară este mai mică decât vârful aripii cu 9,5-12 mm. Prima remige secundară este mai mică decât vârful aripii cu 11-13,5 mm. Pe steagul extern al remigelor primare 3-6 există emarginații (scobituri).
Dementiev dă următoarele date: Prima remige primară depășește vârful tectricelor primare cu 4-8,5 mm. A 2-a remige primară între a 6-a și a 7-a remige primară sau între a 7-a și a 8-a, sau egală cu a 7-a; în cazuri foarte rare la femelă a 2-a remige primară poate fi între a 8-a și a 9-a. A 3-a remige primară cel mai adesea are o lungime egală cu a 4-a și a 5-a și împreună cu ele formează vârful aripii, mai rar este cea mai lungă sau, în alte cazuri, puțin mai scurtă decât a 4-a și a 5-a care formează vârful aripii. Steagurile externe al remigelor primare 3, 4, 5 și 6 sunt îngustate cu aspect de emarginații. Anvergura aripilor la masculi (4 exemplare) este de 168-177 mm, în medie 172,3. Lungimea corpului la masculi (4 exemplare) este de 100-111 mm, în medie 105. Lungimea aripii la masculi (13 exemplare) este de 55-58 mm, în medie 56,5. Greutatea unui mascul  a fost de 6 g.

## Specii asemănătoare
Cel mai des pitulicea cu sprânceană galbenă este confundată cu pitulicea de Himalaia (Phylloscopus humei) parțial simpatrică. Pitulicea cu sprânceană galbenă este foarte asemănătoare cu pitulicea de Himalaia înrudită îndeaproape și aceste două specii pot fi indistincte pe teren fără a apela la strigătele lor (în special la sfârșitul primăverii și vara când penajul ambelor este mai uzat și cu o nuanță cenușie asemănătoare). Pitulicea cu sprânceană galbenă se deosebește de pitulice de Himalaia  în principal prin coloritul general mai strălucitor, absența nuanțelor cenușii și o culoarea palidă mai extinsă la baza mandibulei inferioare. În penajul proaspăt, pitulicea cu sprânceană galbenă este mai verde-măslinie strălucitoare deasupra, pe când culoarea de fond a pitulicii de Himalaia este distinctiv mai deschisă și mai cenușie, cu o nuanță variabilă verde-gălbuie, și este mai spălăcită decât pitulicea cu sprânceană galbenă. Pitulicea cu sprânceană galbenă prezintă adesea un contrast între marginile verzi-strălucitoare ale remigelor și mantaua mai puțin verde, însă acest contrast este mai ușor de văzut la păsările cu penajul destul de uzat. Dungile transversale de pe aripă la pitulicea cu sprânceană galbenă sunt de culoare deschisă alb-gălbuie și contrastează destul de mult cu tectricele supraalare mijlocii și mari întunecate și cu bazele întunecate ale remigelor secundare.  La pitulicea de Himalaia, dunga anterioară de pe aripă este de obicei verde-cenușie și nu contrastează cu mantaua și remigele scapulare. Prin urmare ea poate fi neclară, foarte slab conturată, și numai dunga posterioară a aripii este evidentă, dar aceasta din urmă este mai puțin distinctă decât cea de la pitulicea cu sprânceană galbenă, deoarece este aproape albă sau alb-ocru; în plus, tectricele supraalare mijlocii și mari nu sunt atât de întunecate și nici bazele remigelor secundare, așa cum sunt la pitulicea cu sprânceană galbenă. Coloritul facial la pitulicea cu sprânceană galbenă este în general mai intens, cu regiunea auriculară destul de întunecată și pătată, dunga de peste ochi bine conturată, care contrastează cu sprânceana alb-gălbuie. La pitulicea de Himalaia, colorit facial este mai slab, cu regiunea auriculară alb-ocru și puțin pătată. Dunga de peste ochi este mai puțin întunecată, iar sprânceana este de obicei ocru-deschisă, în special în fața ochiului; creștetul este brun-cenușiu și nu are o nuanță verzuie prezentă în penajul proaspăt al pitulicii cu sprânceană galbenă. Pitulicea cu sprânceană galbenă nu are nici o nuanță ocru (brun-gălbuie) pe sprânceană și laturile capului. În plus, coloritul capului la pitulicea cu sprânceană galbenă este de obicei puțin mai contrastant, laturile creștetului ușor mai întunecate, cenușiu-verzui, sprânceana mai albă și mai bine conturată, datorită dungii loreale mai întunecate. Jumătatea bazală a mandibulei inferioare este palidă la pitulicea cu sprânceană galbenă, în timp ce la pitulicea de Himalaia este mai adesea complet întunecată, cu numai o mică zonă palidă chiar lângă baza mandibulei inferioare, deși această caracteristică este variabilă. Picioarele la pitulicea de Himalaia sunt obișnuit brun-negricioase, iar la pitulicea cu sprânceană galbenă sunt brun-cărnii sau brun-cenușii. În penajul uzat, ambele specii sunt mult mai cenușii deasupra și au părțile inferioare spălăcite aproape albe. Dungile de pe aripă și marginile remigelor terțiare palide devin mai albe și mai înguste; dunga anterioară de pe aripă este adesea uzată complet, dar dacă nu, este deseori ascunsă vederii. În astfel de circumstanțe este deseori foarte dificil, dacă nu imposibil, să se facă distincția între aceste două specii numai după penaj. În acest caz vocea este cel mai bun indiciu pentru diferențierea lor. Varietatea nuanțată mai cenușiu a pitulicii cu sprânceană galbenă creează și mai multă confuzie cu pitulicea de Himalaia, dar nu are nuanțe ocru sau brune, sprânceana și cele două dungi alare sunt  întotdeauna late și bine conturate, dungă alară de supraalarele mijlocii este pur albă, scurtă, dar distinctă.
Pitulicea cu sprânceană galbenă se deosebește de pitulice elegantă (Phylloscopus pulcher) simpatrică (numai iarna), prin aceea că are dungile de pe aripă mai strălucitoare, mai albe, nu ocru (brun- gălbui) viu, și părțile superioare mai uniform colorate și mai verzi-strălucitoare. Pitulicea elegantă are o pată gălbuie distinctivă pe târtiță, creștetul întunecat și părțile superioare mai spălăcite și mai măsliniu-brunii. În plus, la ea steagurile interne ale primelor trei rectrice laterale sunt albe, și dacă sunt vazute de dedesubt, dau impresia unei cozi complet albe. Remigele terțiare au numai vârfurile albicioase. La pitulicea cu sprânceană galbenă, târtița este de obicei concoloră (de aceeași culoare) cu restul părților superioare, uneori poate arăta ca o pată gălbuie vagă; creștetul este doar cu puțin mai întunecat decât mantaua. În penajul proaspăt, părțile superioare sunt măsliniu-verzui strălucitoare. Coada nu are alb. Părțile inferioare sunt mai albe decât cele ale pitulicii elegante, care sunt mai cenușii și mai intens nuanțate măsliniu-cenușiu pe părțile laterale ale pieptului și pe flancuri.
Pitulicea cu târtiță galbenă (Phylloscopus proregulus) este puțin mai mică, mai rotunjită și mai îndesată decât pitulicea cu sprânceană galbenă. Pitulicea cu târtiță galbenă are o dungă mediană gălbuie distinctivă pe creștet, spre deosebire de pitulicea cu sprânceană galbenă. Târtița este galben-lămâi și bine conturată. Partea anterioară a sprâncenei și fruntea la baza ciocului sunt galben-aurii, iar mantaua, remigele scapulare și spatele sunt în general mai verzi strălucitoare. Pitulicea cu sprânceană galbenă nu are o pată gălbuie pe târtiță.
Pitulicea lui Brooks (Phylloscopus subviridis) alopatrică este mai deschisă la culoare, măsliniu-gălbuie deasupra, are o dungă mediană gălbuie neclară pe creștet, iar fruntea, partea anterioară a sprâncenei și obrajii sunt galben-aurii și are o pată palidă pe târtiță.
Pitulicea chinezească (Phylloscopus yunnanensis) este foarte asemănătoare în penaj cu pitulicea cu târtiță galbenă (Phylloscopus proregulus), și prin urmare majoritatea caracterelor folosite pe teren pentru a distinge pitulicea cu târtiță galbenă de pitulicea cu sprânceană galbenă pot fi folosite pentru a deosebi pitulicea chinezească de pitulicea cu sprânceană galbenă.
Uneori, dunga anterioară de pe aripă la pitulicea cu sprânceană galbenă este ascunsă vederii, lăsând vizibilă doar o singură dungă (cea posterioară). Astfel de păsări pot fi confundate cu pitulicea verzuie (Phylloscopus trochiloides) de către cei neexperimentați. Însă, pitulicea cu sprânceană galbenă este mai mică, are în general ciocul negricios și marginile și vârfurile remigelor terțiare sunt albe. "Benzile întunecate" de pe aripă, situate imediat înaintea și înapoia dungii transversale de pe aripă (formate de tectricele supraalare mari și bazele remigelor secundare întunecate) sunt foarte caracteristice. Pitulicea verzuie este mult mai mare și mai voluminoasă, are mandibula inferioară palidă și nu are alb pe remigele terțiare sau "benzi întunecate" înaintea și înapoia singurei dungi transversale de pe aripă. Pitulicea cu sprânceană galbenă  are dunga alară posterioară mult mai lată și mai lungă, și are aproape întotdeauna și a doua dungă alară anterioară, scurtă, dar clar vizibilă, remigele terțiare cu vârfuri albe și bazele întunecate ale remigelor secundare formează o dungă întunecată lângă dunga alară posterioară (absentă doar la puține păsări).
Pitulicea cu sprânceană galbenă poate fi confundată cu pitulicea verzuie siberiană (Phylloscopus plumbeitarsus), deoarece aceasta are două dungi transversale pe aripă aproape la fel de evidente ca la pitulicea cu sprânceană galbenă, dar aceasta din urmă are remigele terțiare cu vârfuri albe, este mai mică și are strigătele de contact diferite.

## Năpârlirea

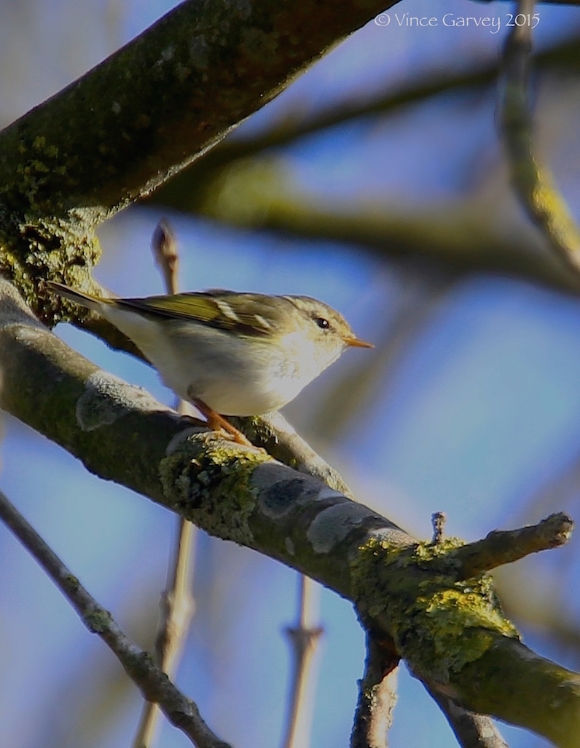
Pitulicea cu sprânceană galbenă în Marea Britanie

Păsările adulte năpârlesc de două ori pe an. Năpârlirea postnupțială completă a adultului are loc în locurile de cuibărit sau în apropierea lor în iulie-august (septembrie), în special de la sfârșitul lui iulie până în august.
Năpârlirea prenupțială parțială a adultului are loc în martie-aprilie în cartierele de iarnă și este limitată și variabilă după amploare, cuprinzând adesea tectricele corpului, unele tectrice alare și ocazional unele remige terțiare, uneori și rectricele centrale ale cozii.
Juvenilii năpârlesc parțial de la sfârșitul lui iulie până la începutul lui septembrie, sunt schimbate tectricele corpului și probabil unele tectrice alare, dar nu sunt atinse remigele aripilor sau tectricele primare.
În cartierele de iarnă juvenilii năpârlesc parțial în martie-aprilie și sunt schimbate numai tectricele corpului.

## Vocea
Este o pasăre gălăgioasă. Strigătul de contact este puternic și adesea rostit atât de păsările cuibăritoare, cât și de majoritatea celor migratoare.  Strigătul cel mai frecvent emis este un "suiist" sau "tsoiist", "tsuiiist", "uiist", "seuiist", puternic,  strident, pătrunzător, de tonalitate înaltă, cu o modulație ascendentă. Strigătul se poate asemăna cu unul din strigătele pițigoiului de brădet (Periparus ater), dar în timp ce strigătele acestuia din urmă variază într-o oarecare măsură în intonație și detalii și sunt puțin mai înalte, strigătele pitulicii cu sprânceană galbenă sunt constante, mai prelungite, au o tonalitate mai înaltă, mai clar ascendentă la sfârșit și sunt mai vioaie în ton. Emite și un "tso-uiist" sau "tsiu-iii", "sui-iiit" "suu-iit", "suii-uuu" disilabic, cu prima silabă rapid descendentă, urmată de cea de-a doua silabă ascendentă și mai accentuată. Uneori emite și un "szrit" strident.
Cântă de la sfârșitul lui aprilie până la sfârșitul lui august, uneori în timpul migrației în octombrie. Cântecul este rar auzit în afara arealului de cuibărit. Cântecul constă dintr-o serie scurtă de note ezitante, subțiri, foarte fine, șuierătoare, de tonalitate înaltă, repetate într-o manieră asemănătoare, asemănătoare cu strigătele de contact prelungite, "tsiuiis, si-si-uii...siuiis", "tseuii, sese-uii...seuiis", "ciss-ciss-ciss-uiss", "tiui-ti-tiu-tiuiss" sau "ciuiist ciuiist ciuiist uiist-uiist", sau poate fi amestecat cu note similare dintr-o gamă descendentă, "tsit-sitsui titsui-it siii tsi tsi-u-ii", "tsiu-tsii-o-uii...tsii" care slăbește spre sfârșit. Există o asemănare superficială surprinzătoare cu cântecul ieruncii (Tetrastes bonasia), aceste două specii ar putea fi teoretic întâlnite în aceeași pădure din taiga, dar ierunca are un ton mai ascuțit, mai puțin moale. Printre păsărilor europene obișnuite, cântecul pitulicii cu sprânceană galbenă se aseamănă într-o oarecare măsură cu cântecul încetinit, dar mai ascuțit al cojoaicei cu degete scurte (Certhia brachydactyla). Cântecul pitulicii cu sprânceană galbenă diferă semnificativ de cel al pitulicii de Himalaia (Phylloscopus humei), dar poate reacționa la înregistrările cântecului ei. Există și o variantă alternativă a cântecului, cel puțin în nordul Mongoliei, care constă dintr-un număr destul de mare de strigăte repetate încet, din când în când întrerupte de câteva note bâzâitoare înăbușite (dialect local sau specii diferite criptice?).

## Habitatul
Cuibărește în diferite păduri de foioase, inclusiv de mesteacăn pitic (Betula), salcie (Salix) și plop (Populus) și la marginile pădurilor de conifere, în special în cele de brad (Abies). În sudul arealului în păduri mixte de mesteacăn și zadă (Larix), molid (Picea), cedru pitic (Cedrus), ienupăr (Juniperus) și smirdar (Rhododendron), arin (Alnus) și alți arbuști. Vizitează pădurile riverane.
În Anadîr cuibărește în diferite păduri de plop, sălcișuri și în jneapănul din centura subalpină, în nordul Siberiei în pădurile de mestecenii pitici din câmpie, în Iacutia în toate pădurile de mesteacăn, în munții din sudul Siberiei preferă pădurile de cedru din zona superioară a pădurii din regiunea subalpină, în Primorie în pădurile de salcie de-a lungul văilor râurilor și de pe insule, în crângurile de pe podișurile și pantele montane și în diferite păduri de la altitudini mai mari.
După sezonul de cuibărit, poate fi întâlnită în mesteceni pitici și tufe mici deasupra limitei superioare a pădurilor.
În afara sezonului de cuibărit este întâlnită în păduri de foioase xerofile deschise, în tufișurile de salcie, în plantații, grădini, parcuri, livezi, tufărișuri, în bordurile de pe marginile drumurilor și în mangrove, dar evită pădurile înalte, dese veșnic verzi.
Altitudinal poate fi întâlnită de la nivelul mării până la 3500 m, de obicei sub 1525 m.

## Comportamentul

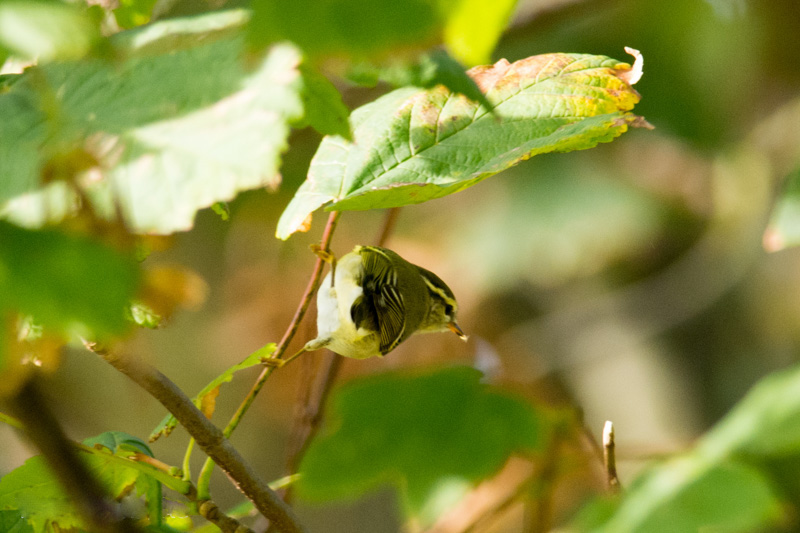
Pitulicea cu sprânceană galbenă pe o rămurică

Pitulicea cu sprânceană galbenă este întâlnită singură sau în perechi în sezonul de cuibărit, dar în afara sezonului de cuibărit este adesea văzută în cârduri de 15-20 de indivizi cu alte grupuri de păsărele mici hoinare în căutarea hranei; obișnuit se alătura altor specii de pitulici și aușei.
Este foarte sperioasă și distantă, de care nu te poți apropia. Dacă este deranjată se ascunde în coroanelor arborilor. Este o pasăre foarte arboricolă, petrecând o mare parte din timp în procurare hranei prin toate etajele coroanelor copacilor, adesea coborând mai jos în subarboret până la etajul inferior al arbuștilor și tufișurilor.
Este activă și veșnic în mișcare, adesea fâlfâie tremurător din aripi și își flutură coada în sus sau dintr-o parte în alta. Este foarte sprintenă, zboară mereu de pe o creangă pe alta în coroana arborilor și arbuștilor în căutarea insectelor, pe care le ciugulește cu dibăcie de pe suprafața ramurilor subțiri și de pe frunze. Se mișca energic și iute în frunziș prin salturi, răsucindu-se, sărind și șerpuind dintr-o parte în alta. Zboară bătând rapid din aripi din coroana copacului pentru a prinde insectele zburătăcite, dar este mai puțin dispusă să planează față de pitulicea cu târtiță galbenă (Phylloscopus proregulus). Are o alură orizontală. Zboară ușor dintr-un loc într-altul, zborul este mai asemănător cu cel al pitulicii fluierătoare (Phylloscopus trochilus) decât cel al pitulicii cu târtița galbenă.

## Hrana
Pitulicea cu sprânceană galbenă se hrănește mai ales cu nevertebrate mici, inclusiv colembole (Collembola), efemeroptere (Ephemeroptera), libelule anizoptere și zigoptere (Odonata), blatide (Blattodea), hemiptere adulte și larvare (Hemiptera), neuroptere (Neuroptera), fluturi adulți și omizile lor (Lepidoptera), trihoptere (Trichoptera), diptere (Diptera), celopide (Coelopidae), simfite (Symphyta), afide (Aphidoidea), furnici, viespi si albine (Hymenoptera), gândaci adulți și larvari (Coleoptera), păianjeni (Araneae), căpușe (Acari), crustacee filopode (Phyllopoda) și moluște mici. Consumă și semințe mici. Nu există diferențe majore între hrana adulților și cea a puilor în sezonul de cuibărit.
În stomacurile ale 8 pitulici cu sprânceană galbenă capturate în Sahalin s-au găsit rămășițe gărgărițelor Scythropus ornatus în 50% (până la 4 ex. într-un stomac) și Apion sp. - 2 ex., afroforide (Aphrophoridae), păianjeni (câte un ex. în două stomacuri), omizi de fluturi - 3 ex., larve de insecte - 3 ex., himenoptere și alte insecte.
Își caută hrana singur sau în perechi, frecvent în grupuri; în afara sezonului de cuibărit adesea în cârduri mixte cu alte păsări insectivore. Își procură hrana în toate etajele copacilor și în subarboret; uneori coboară pe pământ. Este foarte activă și agilă atunci când își caută hrana, adesea avântându-se iute după insectele care trec pe alături; de asemenea, planează și înșfacă insectele de pe marginile frunzelor.

## Reproducerea
Sezonul de reproducere are loc în iunie-iulie. În Rusia puii părăsesc cuibul la începutul lui iunie în taigaua de la Ussuri, la sfârșitul lui iulie în centrul Siberiei și până la începutul lui august în locurile mai îndepărtate din nord. Ponta în Anadâr este depusă la sfârșitul lui iunie.
Pitulicea cu sprânceană galbenă este o specie teritorială, dar poate fi și semi-colonială cu până la 50 de perechi cuibăritoare cu cuiburi situate foarte aproape; mărimea și locul coloniei se schimbă frecvent (rareori cuibăresc până la 4 ani în același loc).
Masculii sosesc în locurile de cuibărit mai devreme decât femelele și semnalizează teritoriul ocupat prin cântece puternice și repetate, fâlfâind tremurător din aripi de pe aceeași creangă din coroana copacului. Odată cu sosirea femelelor și formarea perechilor, femela începe construirea cuibului, depunerea primelor ouă are loc după 12-15 zile de la sosirea primelor păsări.
Pentru cuib sunt alese mai adesea poienile din păduri sau luminișurile din desișurile de ienupăr târâtor, acoperite cu iarbă înaltă, sau locurile acoperite cu mușchi; mai rar cuibul este situat sub coronamentul închis al pădurii. Cuibul este amplasat pe pământ, uneori într-o gropiță mică, sub rădăcinile descoperite a unui copac, sub tulpina unui copac doborât de furtuni sau sub crengile căzute, lângă ciotul putrezit al unui copac sau sub o tufă mică sau iarba deasă sau sub o moviliță acoperită de mușchi. Cuibul este închis, sferic sau oval, cu o intrare laterală și este construit în întregime de către femelă. Dinafară cuibul este făcut din tulpinițe uscate de diferite ierburi (adesea de graminee), bucăți de ace de conifere (pin etc.), benzi de lemn putred, etc., amestecate cu mușchi, care ascund bine cuibul; toate acestea sunt țesute destul de lax. Stratul interior al cuibului este țesut mai compact din aceleași materiale (tulpini subțiri de iarbă uscată etc.), dar mai fine, iar interiorul este căptușit cu mușchi și praf de lemn putred sau cu ramuri subțiri de coada calului (Equisetum),  lână sau cu păr de animale (cerb, cal etc.). Majoritatea cuiburilor sunt bine camuflate, în iarba deasă sau în perna de mușchi este adesea văzută numai intrarea în el.
Depune o singură pontă într-un sezon de reproducere. Ponta constă din 2-4 ouă, excepțional până la 7. Ouăle sunt albe, acoperite cu pete superficiale brun-roșcate și pete profunde liliachii, concentrate la capătul rotund al oului, formând aici o coroană sau un inel incomplet. Dimensiunile lor sunt de 16×11 mm.
Incubația este asigurată numai de către femelă și durează 11-14 zile. Puii sunt acoperiți și încălziți de femelă și hrăniți de ambii părinți, ei părăsesc cuibul după 12-13 zile de la eclozare, dar sunt hrăniți în continuare de părinți timp de până la 13 zile după părăsirea cuibului. Pitulicea cu sprânceană galbenă atinge maturitatea sexuală probabil în primul an de viață.

## Deplasări sezoniere

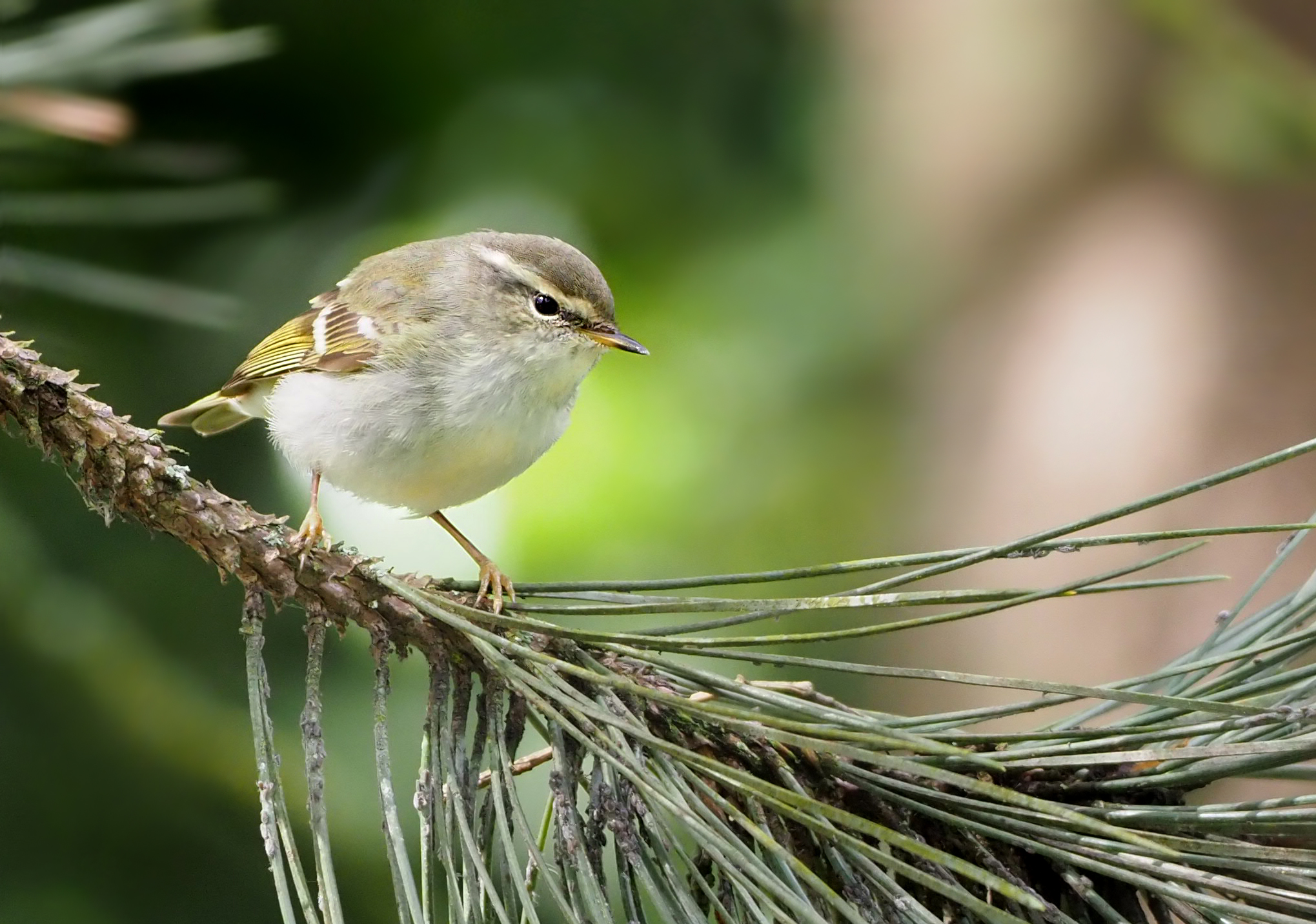
Pitulicea cu sprânceană galbenă în Bruxelles

Pitulicea cu sprânceană galbenă este o pasăre migratoare. Întreaga populație se deplasează în direcția sud-est și sud-vest spre cartierele de iarnă situate în centrul Nepalului, spre est până în sud-estul Chinei (până în provincia Fujian) și Taiwan și la sud în tot sud-estul Asiei.
Pleacă din locurile de cuibărit de la mijlocul lui august, deplasându-se spre sud în nordul și vestul arealului până la sfârșitul lui septembrie. În Iakutia (nord-estul Siberiei) migrația principală spre sud are loc de la sfârșitul lui august și ultimii indivizi pleacă în a treia săptămână a lui septembrie. Ultimele păsări pleacă din centrul Siberiei (bazinul Eniseiului) la mijlocul lui septembrie, însă în această perioadă multe se află încă în locurile de cuibărit din Mongolia. Pasajul de toamnă prin regiunea Amur (sud-estul Rusiei) are loc de la sfârșitul lui august până la sfârșitul lui septembrie și în Primorie și nord-estul Chinei de la începutul lui septembrie până la sfârșitul lui octombrie. Migrația de vârf de-a lungul coastei estice a Chinei de la jumătatea lui octombrie, indică deplasări mai târzii ale populațiilor cuibăritoare din est. Migrează rar, dar anual, prin Japonia, și regulat, dar rar, prin arhipelagul Ryukyu.
În Nepal apare în număr mic de la jumătatea lui octombrie până la începutul lui noiembrie, mai ales în valea Katmandu. Primele păsări sosesc în sudul Chinei și Myanmar la mijlocul lui octombrie (uneori la sfârșitul lui august în Myanmar), și rămân aici până la mijlocul lui aprilie.
Pasajul de primăvară spre locurile de cuibărit din nord are loc la sfârșitul lui martie și începutul lui aprilie. Primele păsări apar în nord-estul Chinei la jumătatea lui aprilie și pasajul continuă până la sfârșitul lui mai. În sudul Primoriei trec în pasaj de la mijlocul lui aprilie până la începutul lui iunie, în bazinul inferior al Amurului și Mongolia la sfârșitul lui aprilie; în regiunea Baikalului primele păsări sosesc în a doua săptămână a lui mai. Primele păsări sosesc în Iakutia la mijlocul lui mai, iar în centrul Siberiei (Tomsk) ajung în ultima săptămână a lui mai, dar sosesc în masă la începutul lui iunie.
Pitulicea cu sprânceană galbenă hoinărește regulat toamnă în număr mic spre vest apărând accidental în Europa (la nord până în Islanda, la vest până în sudul Portugaliei) de  la mijlocul lui septembrie până la sfârșitul lui octombrie (dar a rămas iarna în Marea Britanie și Olanda), excepțional și primăvară. De asemenea, apare accidental în Madeira, insulele Canare, în nordul și vestul Africii (Egipt, Libia, Algeria, Maroc, Senegal), Cipru, Kuweit, în largul coastelor nordice ale Rusiei la 72º N și 77º E, în Borneo, Sumatra și Filipine.
Numărul de exemplare de pitulice cu târtiță galbenă și pitulice cu sprânceană galbenă observate în Europa până în 2003.
| Țara           | Pitulice cu târtiță galbenă (Phylloscopus proregulus) | Pitulice cu sprâncenă galbenă (Phylloscopus inornatus) |
| -------------- | ----------------------------------------------------- | ------------------------------------------------------ |
| Suedia         | 1.175                                                 | 911                                                    |
| Danemarca      | 283                                                   | 422                                                    |
| Marea Britanie | 1.783                                                 | 9.093                                                  |
| Irlanda        | 27                                                    | circa 700                                              |
| Franța         | 65                                                    | 829                                                    |
| Spania         | 5                                                     | 42                                                     |
| Portugalia     | 2                                                     | 10                                                     |
| Gibraltar      | 1                                                     | 3                                                      |

## Statutul și conservarea
Specia nu este amenințată cu dispariția la nivel global (LC după criteriile IUCN).
Pitulicea cu sprânceană galbenă este comună și larg răspândită; în unele locuri numeroasă. Este una dintre cele mai comune păsări siberiene, în Iakutia depășește numeric toate celelalte specii de pitulici. Numeroasă în cursul inferior al Ieniseiului. Însă în vestul extrem al arealului, în Urali, pe versanții săi, precum și în partea de sud a arealului dintre bazinele Obiului și Ieniseiului, este destul de rară. Populația în vestul extrem al arealului din Republica Komi (din partea europeană a Rusiei) este estimată la 45.000-46.000 de perechi cuibăritoare.
Mărimea globală a populației nu a fost cuantificată. Populația din partea europeană a Rusiei a fost estimată în 2000-2003 la 5.000-20.000 de perechi cuibăritoare, ceea ce echivalează cu 10.000-40.000 de indivizi maturi,  dar arealul din partea europeană a Rusiei constituie <5% din arealul global.
Densitățile în teritoriile de reproducere din Rusia sunt variabile, în pădurile din taigaua din Siberia Centrală este foarte numeroasă, până la 274 păsări/km²; densitățile din coloniile necompacte sunt de 2-3 perechi/ha.
Este comună în majoritatea cartierelor de iarnă și foarte numeroasă în Tailanda (cu excepția sudului extrem). Este o pasăre de pasaj rară și un vizitator de iarnă în peninsula Malaeză și Singapore.
Populația pare a fi stabilă în absența dovezilor unor declinuri sau amenințări substanțiale.